# Rahim Taghizadegan
Rahim Taghizadegan (* 1979) ist ein österreichisch-iranischer Ökonom und Publizist. Er ist Vertreter der Österreichischen Schule in der Volkswirtschaftslehre. Taghizadegan leitet die private Bildungseinrichtung Scholarium im Schweizerischen Zug (zuvor bis 2024 in Wien).

## Leben
Der Sohn eines Iraners und einer Wienerin studierte Physik, Wirtschaftswissenschaften und Soziologie in Wien und Lausanne. Er besuchte während seiner Studienreisen in die USA Seminare bei Vernon L. Smith und Israel M. Kirzner. Er nahm Lehraufträge an der Universität Liechtenstein, der Wirtschaftsuniversität Wien und der Martin-Luther-Universität Halle-Wittenberg wahr. Derzeit ist er wissenschaftlicher Assistent an der Internationalen Akademie für Philosophie in Liechtenstein und lehrt an der IMC Fachhochschule Krems.
Taghizadegan war Schüler des Hayek-Schülers Roland Baader, der ihm Hayeks umfangreiche Bibliothek zur Österreichischen Schule vermachte. Diese Roland-Baader-Bibliothek ist heute im Scholarium öffentlich zugänglich. 2015 nahm Taghizadegan für Roland Baader die Hayek-Medaille entgegen und wurde selbst 2017 mit der Roland-Baader-Auszeichnung geehrt. Zudem sieht sich Taghizadegan als Schüler von Hans-Hermann Hoppe und hält seit Beginn einen der Hauptvorträge bei Hoppes jährlicher Property and Freedom Society. 
Taghizadegan war als „Research Fellow“ des Atlas Network in den USA sowie in der Weltraumforschung am Europäischen Raumflugkontrollzentrum, dem US Naval Observatory und am Astronomischen Institut tätig. Er veranstaltete unentgeltlich Ökonomieunterricht in südafrikanischen Armenvierteln.
Taghizadegan verfasste Beiträge unter anderem für Santiago Times, eigentümlich frei, Wiener Zeitung und Der Standard. Er ist ständiger Kolumnist von Finanz und Wirtschaft und regelmäßiger Autor in der Wirtschaftswoche.

## Publikationen
- Helden, Schurken, Visionäre: Entrepreneure waren gestern – jetzt kommen die Contrepreneure. München: FinanzBuch Verlag, 2016. ISBN 978-3-898-79931-7
- Das Ende des Papiergeld-Zeitalters: Ein Brevier der Freiheit Bern: Müller, Johannes, 2016. ISBN 978-3-906-08508-1
- mit Stöferle, Ronald und Valek, Mark: Österreichische Schule für Anleger. Austrian Investing zwischen Inflation und Deflation. München: FinanzBuch Verlag, 2014. ISBN 978-3-862-48594-9
- mit Schulak, Eugen Maria und Düringer, Roland; Wizany, Thomas: Das Ende der Wut. 1. Aufl. Salzburg: Satzweiss.com, 2012. ISBN 978-3-711-05079-3
- mit  Schulak, Eugen Maria: Vom Systemtrottel zum Wutbürger. 5. Aufl. Salzburg: Ecowin Verlag GmbH, 2011. ISBN 978-3-711-00017-0
- Wirtschaft wirklich verstehen. Einführung in die Österreichische Schule der Ökonomie. München: FinanzBuch Verlag, 2011. ISBN 978-3-862-48316-7
- mit Hochreiter, Gregor: Der Anti-Steingart. Leitfaden zur geistigen Selbstverteidigung gegen Kriegstreiber und Protektionisten. Liberty Ideas, 2006. ISBN 978-3-200-00816-8